# 古东站
古东站位于中华人民共和国山西省太原市古交市古交镇，建于1979年。距太原站47公里，距镇城底站17公里。现为四等站。客运办理旅客乘降，行李、包裹托运；货运办理整车货物发到，危险货物仅办理农药、化肥发到。